# World Traveler
Pour plus de détails, voir Fiche technique et Distribution.
World Traveler, Voyageur du Monde en France ou Le globe-trotter au Québec, est un film américano-canadien réalisé par Bart Freundlich, sorti en 2001.

## Fiche technique
- Titre original : World Traveler
- Titre québécois : Le globe-trotter
- Réalisation : Bart Freundlich
- Scénario : Bart Freundlich
- Direction artistique : Tony Grimes
- Décors : Kevin Thompson
- Costumes : Victoria Farrell
- Photographie : Terry Stacey
- Montage : Kate Sanford
- Musique : Clint Mansell
- Production : Howard Bernstein, Bart Freundlich, Tim Perell
  - Production déléguée : Caroline Kaplan, Jonathan Sehring
  - Production associée : Becky Glupczynski
  - Coproduction : William Perkins
- Société(s) de production : Alliance Atlantis Communications, Eureka Pictures, IFC Productions, Process Productions
- Budget : 
  - 2 000 000 $ US[1]
- Pays de production : États-Unis, Canada
- Année : 2001
- Langue : anglais
- Format : couleur – 35 mm – 2,35:1 – Dolby Digital
- Genre : drame
- Durée : 103 minutes
- Dates de sortie : 
  - France : 5 septembre 2001 (Festival du cinéma américain de Deauville)
  - États-Unis : 17 janvier 2002 (Festival du film de Sundance)

## Distribution
Légende : VQ = Version Québécoise
- Billy Crudup (VQ : Alain Zouvi) : Cal
- Julianne Moore (VQ : Marie-Andrée Corneille) : Dulcie
- Cleavant Derricks (VQ : Bernard Fortin) : Carl
- David Keith : Richard
- Mary McCormack : Margaret
- Karen Allen : Delores
- James LeGros (VQ : Daniel Lesourd) : Jack
- Francie Swift : Joanie
- Nicolas Suresky : Leo
- Richie Dye : Local Bar Bartender
- Kaili Vernoff : Andrea
- Margaret Devine : Andrea's Friend
- Liane Balaban (VQ : Camille Cyr-Desmarais) : Meg
- John Forman : Dakota Customer
- Bert Miller : Dakota Bartender
- Patricia French : Dakota Waitress
- Shontelle Thrash : Dakota Mom
- Isis Faust : Dakota Girl
- B.J. Mitchell : Dakota Boy
- Josie Lawson : Sadie